# Hemigrammus taphorni
Hemigrammus taphorni är en fiskart som beskrevs av Ricardo C. Benine och Guilherme A.M.Lopes 2007. Hemigrammus taphorni ingår i släktet Hemigrammus och familjen Characidae. Inga underarter finns listade i Catalogue of Life.